# Grădiștea (okręg Aluta)
Grădiștea – wieś w Rumunii, w okręgu Aluta, w gminie Găneasa. W 2011 roku liczyła 258 mieszkańców.